# Helicogermslita mackenziei
Helicogermslita mackenziei är en svampart som beskrevs av L.E. Petrini 2003. Helicogermslita mackenziei ingår i släktet Helicogermslita och familjen kolkärnsvampar.   Inga underarter finns listade i Catalogue of Life.